# زولت نيميث (لاعب كرة قدم)
زولت نيميث هو لاعب كرة قدم سلوفاكي في مركز الدفاع، ولد في 1 فبراير 1991 في نوفي زامكي في سلوفاكيا. شارك مع منتخب سلوفاكيا تحت 21 سنة لكرة القدم. أما مع النوادي، فقد لعب مع نادي داك 1904 دونيسكا ستريدا.

## وصلات خارجية
- زولت نيميث (لاعب كرة قدم) على موقع قاعدة بيانات كرة القدم.إي يو (الإنجليزية)
- زولت نيميث (لاعب كرة قدم) على موقع Soccerway.com (الإنجليزية)